# Tales of Destiny
Tales of Destiny (テイルズ オブ デスティニー, Teiruzu obu Desutinī) est un jeu vidéo de rôle développé par Wolf Team et édité par Namco en 1997 sur PlayStation. Un remake est sorti en 2006 sur PlayStation 2.
La bande originale du jeu, Yume de Aruyouni, est interprétée par le groupe japonais Deen.

## Synopsis
Une comète s'écrasa sur la terre, provoquant des nuages de poussière dans le ciel. Le monde devint sombre et froid, et ses habitants, les Aethers, découvrirent une nouvelle forme d’énergie à partir des morceaux dont était faite la météorite et qu’ils appelèrent « Lentilles ». Après avoir fait des recherches, ils découvrirent que l'on peut vivre dans le ciel, mais que seulement peu d'élus peuvent y aller. Ils créèrent des villes dans le ciel nommées Aréopolis et ses habitants les Aetherians, ainsi qu'une arme terrible, le Belcrant, qui détruit tous ceux qui s'opposaient à eux. Une guerre éclata alors entre les Aetherians et ceux qui sont restés sur terre, les  Erthers, qui fut appelée « Aeth’er Wars ». Malgré les efforts des Erthers, les Aetherians gagnèrent grâce à leur arme redoutable. Certains scientifiques aetherians déçus du comportement des Aetherians décidèrent de rejoindre les Erthers pour les aider. Ils furent ainsi capables de créer des épées vivantes nommées Swordians. Contrairement aux autres armes, les Swordians choisissaient leur maître. Les Swordians Masters étaient capables de maîtriser les éléments. Ils combattirent l’empereur des Aetherians, Miktran (Kronos dans la version anglaise) dans l’Aéropolis nommée Dycroft et le vainquirent. Les Aéropolis furent englouties dans l’océan et les Erthers se déclarèrent vainqueurs sur les Aetherians. Les Swordians, qui étaient devenus inutiles, plongèrent alors en léthargie afin de ne se réveiller qu’en cas de crise majeure. Ces derniers évènements se produisirent mille ans avant le début de Tales of Destiny.

## Version Playstation 2

Logo du remake sur PS2.

Développé et édité le 30 novembre 2006 exclusivement sur PlayStation 2 au Japon, il s'agit d'un remake de la version PlayStation.
Il a été élu par le magazine de jeux vidéo Famitsu comme le 79e meilleur jeu de tous les temps dans son top 100, en 2006. Le magazine lui a attribué la note de 32/40 lors de sa réédition sur PS2.
Cet opus connait une réédition nommée Director's Cut en 2008. Elle contient tout de même des différences avec l'opus original ; comme des donjons supplémentaires, des attaques jusqu'alors inconnues, des quêtes annexes, etc. On notera également que la plus grande différence entre Tales of Destiny et Tales of Destiny: Director's Cut est de pouvoir suivre une partie du scénario qui était inconnue, mettant en scène Leon Magnus, partie qui fut abandonnée au cours du développement du jeu original. Director's Cut est donc une version approfondie.

## Manga
Le jeu est adapté en une série manga par Shinki Kitsutsuki, Tales of Destiny - Kami no Me wo Meguru Yabō (テイルズオブデスティニー 神の眼をめぐる野望), prépubliée dans le magazine Famitsu et publiée par ASCII Media Works en six volumes sortis entre octobre 1998 et janvier 2001. La version française est éditée par Ki-oon en six volumes sortis entre mars 2010 et janvier 2011.
Une deuxième série créée par Mao Kuon et prépubliée dans le Monthly G-Fantasy entre juillet 2000 et janvier 2003 est publiée en cinq volumes par Square Enix.
Une troisième série créée par Akira Kasukabe, Tales of Destiny - Hakanaki toki no Lion (テイルズ オブ デスティニー ディレクターズカット—儚き刻のリオン), est prépubliée dans le magazine Dengeki Maoh depuis 2008 et compte à ce jour deux volumes publiés par ASCII Media Works.